# Libro (araldica)
Il libro in araldica è simbolo di erudizione, rispetto della legge e scienza. Quando sul libro chiuso e coricato ed è accovacciato l'agnello pasquale, si tratta della Bibbia o del Vangelo.

## Esempi

libro legato di rosso
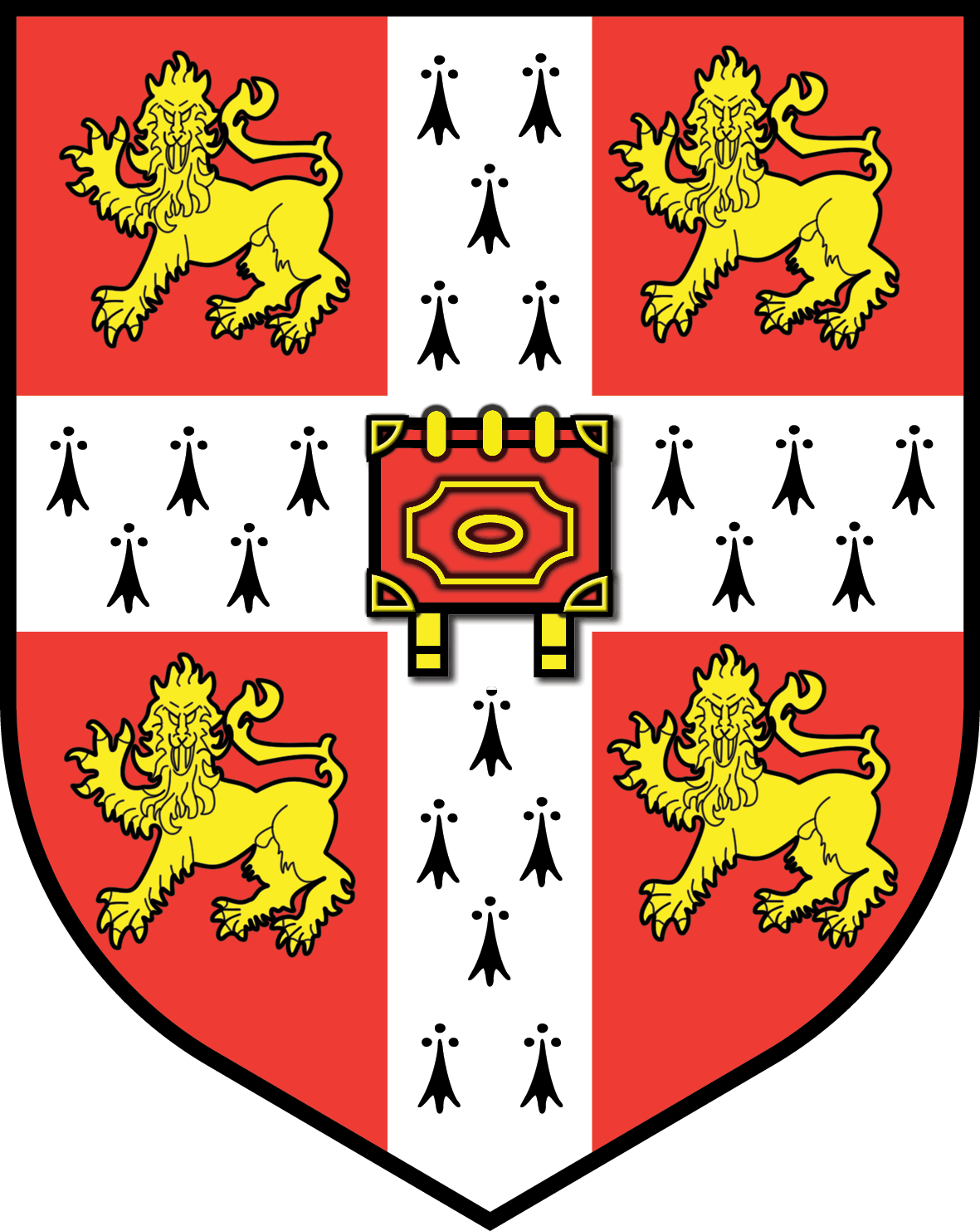
libro legato di rosso
libro aperto
libro aperto
libro aperto e scritto
libro aperto e scritto
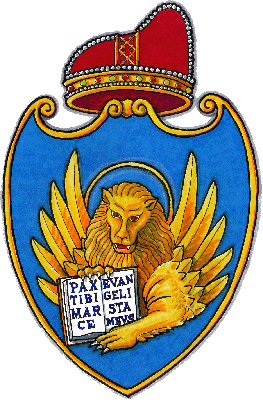
libro aperto e scritto
libro aperto e scritto

## Attributi araldici
- Aperto se è schiuso
- Chiuso nel caso contrario
- Legato quando ha il dorso con le legature di smalto diverso
- Scritto se, aperto, presenta delle scritture

## Traduzioni
- Francese: livre
- Inglese: book